# Luca Fancelli

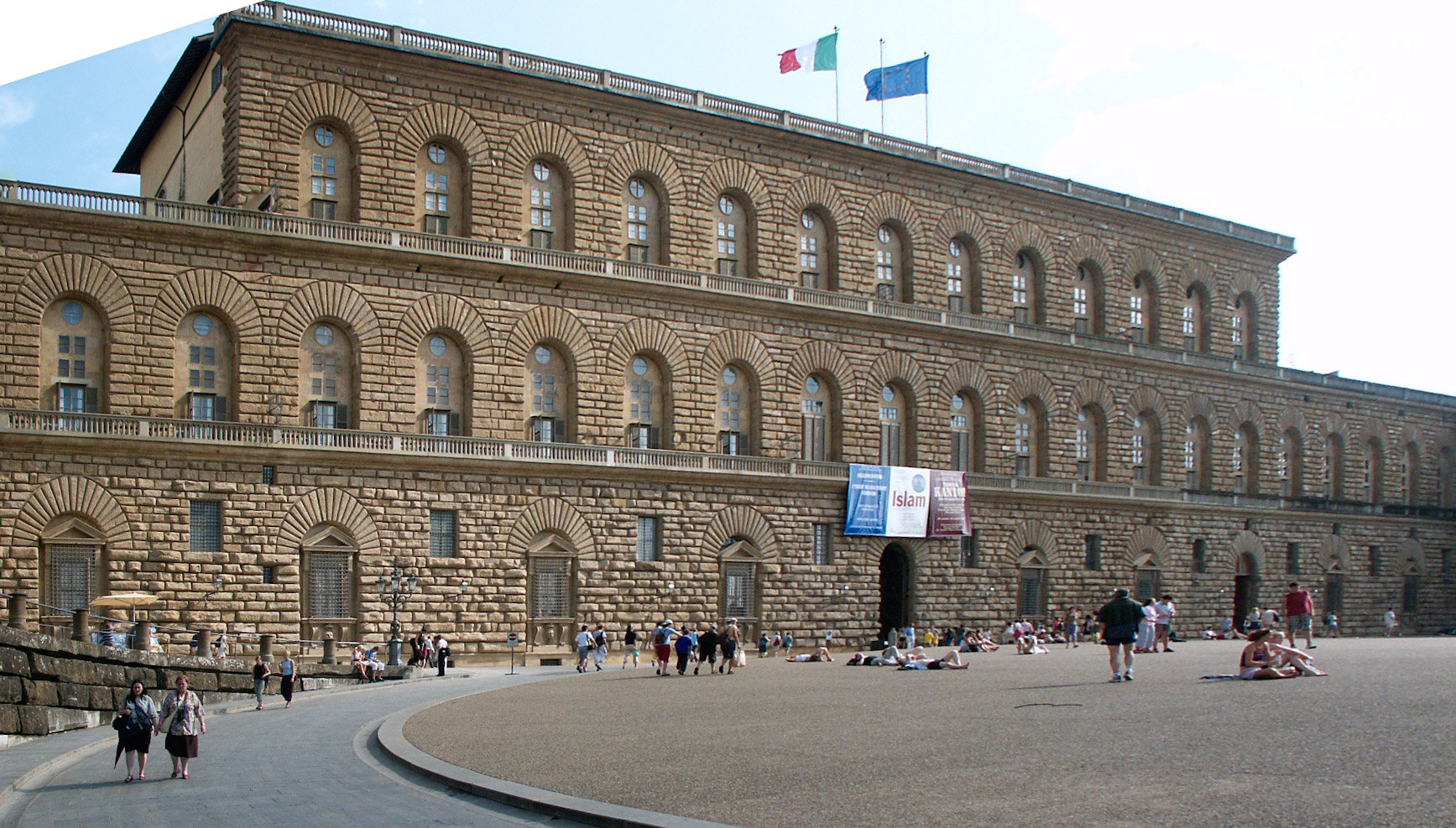
Palazzo Pitti (Florencia).

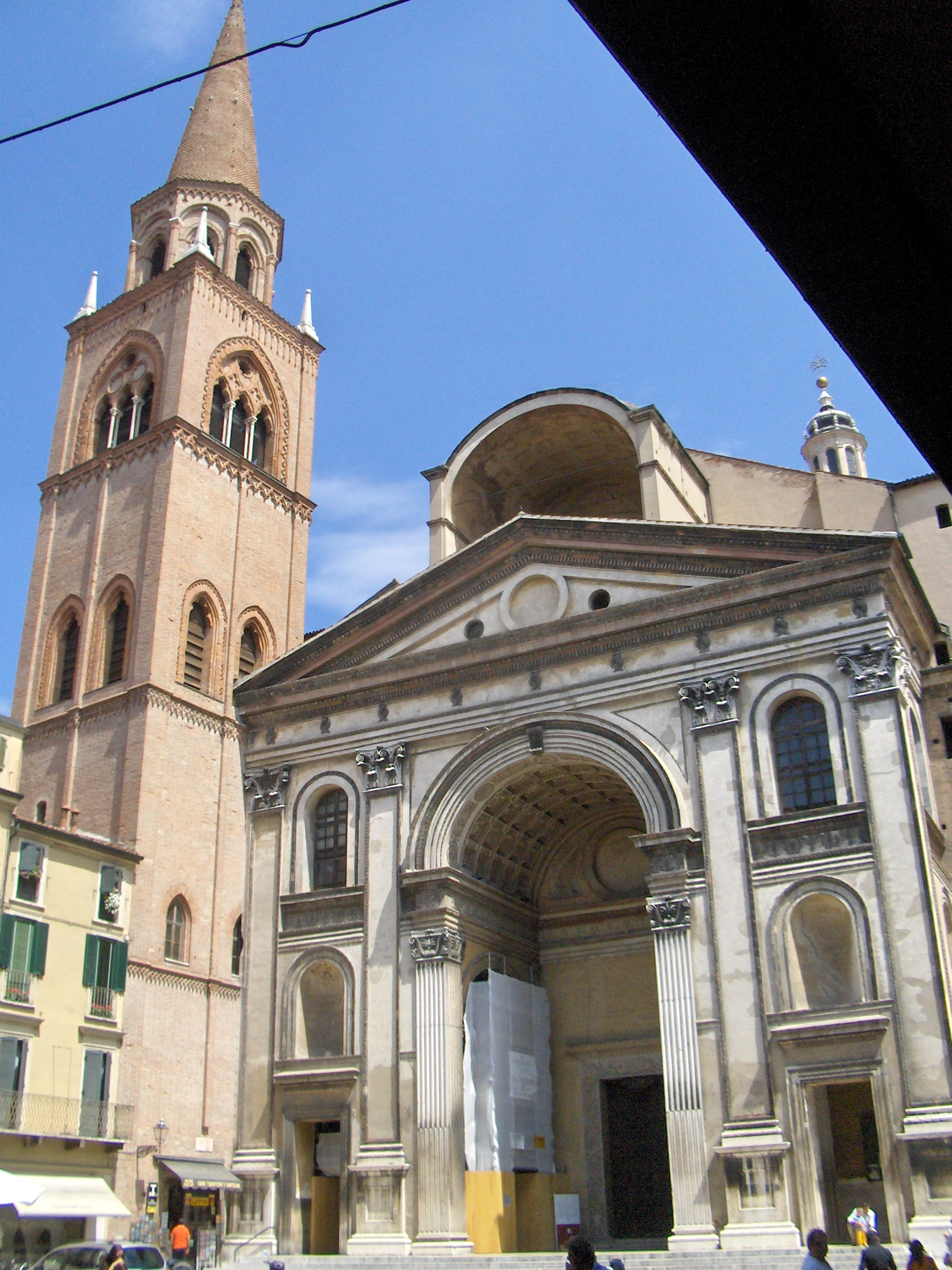
Basílica de San Andrés (Mantua).

Luca Fancelli  (Settignano (Florencia), c. 1430 – después de 1494) fue un arquitecto y escultor del renacimiento italiano.
La mayor parte de su vida y obra se desconoce. Es seguro que realizó el aprendizaje de los oficios de construcción y cantería y que estudió con Brunelleschi.
Las Vite de Giorgio Vasari están en el origen de buena parte de los equívocos sobre Luca Fancelli, principalmente al atribuir el diseño del Palazzo Pitti a Brunelleschi (que había muerto varios años antes de comenzar sus obras, para las que se habría aplicado un proyecto descartado para el Palazzo Medici Riccardi). La historiografía reciente, dado lo alejado del estilo de ese autor a las formas del Palazzo Pitti, lo atribuye a Luca Fancelli.
También se le atribuye el diseño de las tribunas de Santa Annunziata de Florencia, aunque tal atribución es controvertida.
En 1450 Fancelli se trasladó a Mantua, donde se empleó en la corte de Luis III Gonzaga. La corte de los Gonzaga de la segunda mitad del XV era un centro artístico de primera magnitud —ver Renacimiento mantuano—, por la que pasaron Pisanello, Mantegna, Perugino y Leon Battista Alberti. En ella, Luca Fancelli llegó a ser maestro de obras y arquitecto supervisor de las iglesias de San Sebastiano (desde 1460), y Sant'Andrea (desde 1472), ambas proyectos de Alberti, pero en las que la intervención de Fancelli fue significativa, especialmente en la de Sant'Andrea, que se comenzó a levantar poco después de la muerte de Alberti.
Federico I Gonzaga le encargó diseñar un complejo de estancias para el nuevo palacio de Mantua, en el ala correspondiente a la torre del reloj, conocida como Domus Nova. La tarea de construcción le ocupó entre 1478 y 1484. El palacio no se terminó hasta el siglo XVII.
Desde 1494 no hay más registros escritos sobre Fancelli.

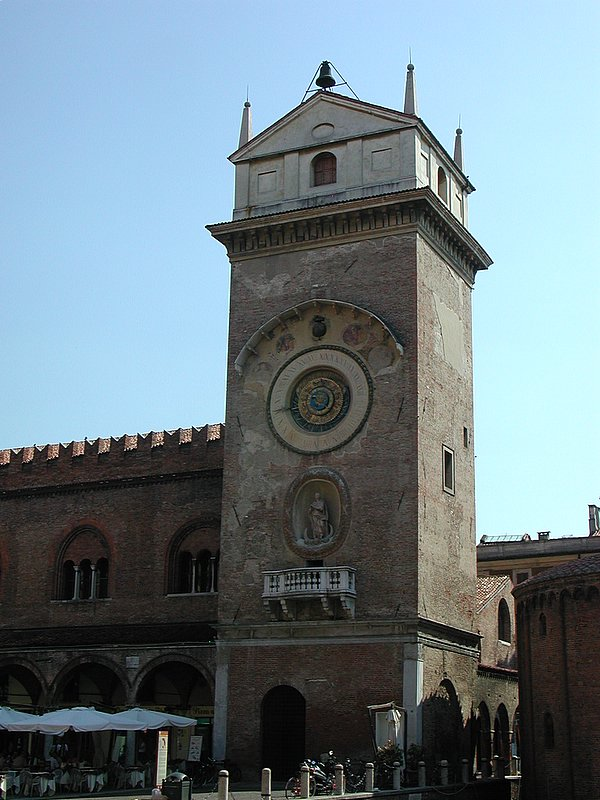
Torre dell'Orologio del Palacio de Mantua.